# Integrationsplaner
Als Integrationsplaner wird in der TGA eine natürliche oder juristische Person bezeichnet, die die Koordination der Fachplaner der Technischen Gebäudeausrüstung übernimmt.
Besonderheit der Integrationsplanung (TGA) ist eine Gewerkeübergreifende Fachplanung der Gebäudeautomation mit einem ganzheitlichen, am Lebenszyklus von Gebäuden orientierten Ansatz. Ein Integrationsplaner (TGA) übernimmt zum Projektbeginn die Federführung bei der Erarbeitung eines Gewerkeübergreifenden Gesamtkonzepts für die Technische Gebäudeausrüstung (TGA-Gesamtkonzept) und stimmt dieses mit dem Objektplaner ab. Anschließend koordiniert er die Fachplanungen der TGA-Fachplaner. Hierbei kommt der Koordination der Schnittstellen, insbesondere zur Gebäudeautomation, eine besondere Bedeutung zu. Es bietet sich daher wegen der Implementierung der Gebäudeautomation über sämtliche Gewerke der Technischen Gebäudeausrüstung und bei ausreichender Qualifikation ggf. an, die Integrationsplanung (TGA) mit der Fachplanung Gebäudeautomation zusammenzufassen und den Fachplaner Gebäudeautomation ebenfalls mit der Integrationsplanung (TGA) zu beauftragen.